# Gustave Bastien
Pour les articles homonymes, voir Bastien.
 Gustave Bastien  (Ghlin, 23 novembre 1858 - Ghlin, 15 mars 1930), est un homme politique socialiste wallon du POB.

## Biographie
Gustave Bastien est négociant en mercerie puis travaille dans l'entreprise familiale en bonneterie, avec ses frères Arthur et Charles, il fonde en 1890 le Cercle socialiste de Mons.
Membre du Parti Ouvrier Belge (P.O.B.) il est conseiller provincial du canton de Mons.
Gustave Bastien est élu à la Chambre des représentants pour l'arrondissement de Mons-Borinage en novembre 1919, il n'est pas réélu en 1921.
Représentant de la petite bourgeoisie commerçante progressiste au sein du POB, Gustave Bastien est l’oncle maternel de l’écrivain Charles Plisnier.